# John Brown (general)
Sir John Brown, britanski general, * 1880, † 1958.